# Islamic Resistance Support Organization
'Islamic Resistance Support Association' conocido bajo el nombre de (هيئة دعم المقاومة الاسلامية في لبنان) o Hay'at Da'am al-Muqawama al-Islamiya fi Lubnan (en español: Organización de Apoyo a la Resistencia Islámica) es una organización controlada por Hezbolá para recaudar dinero.[cita requerida]